# Montrose Football Club
Pour les articles homonymes, voir Montrose.
Maillots
Dernière mise à jour : 19 janvier 2019.
Le Montrose Football Club est un club écossais de football basé à Montrose.

## Historique
- 1879 : fondation du club
- 1914 : 1re participation à la Central Football League
- 1923 : 1re participation à la Scottish Football League
- 2018 : promu à Scottish League One (D3)

## Palmarès
| Compétitions nationales | Compétitions régionales |
| - Championnat d’Écosse de D1 (0) : - Meilleur classement: ?. - Championnat d’Écosse de D2 (0) : - Meilleur classement: ?. - Championnat d’Écosse de D3 (1) : - Champion: 1985. - Vice-champion: 1991. - Championnat d’Écosse de D4 (0) : - Champion: 2018. - Vice-champion: 1995. - Scottish Qualifying Cup (1) : - Vainqueur en 1921. | - Scottish Qualifying Cup Midlands (1) : - Vainqueur: 1947 - Scottish Qualifying Cup South (0) : - Finaliste: 1948 - Forfarshire Cup (10) : - Vainqueur: 1892, 1922, 1927, 1932, 1933, 1952, 1962, 1973, 1992, 2002 et 2008. - Finaliste: 1903, 1904, 1908, 1913, 1930, 1936, 1955, 1987 et 2003. - Forfarshire Charity Cup (1) : - Vainqueur: 1893 - Finaliste: 1889 |

## Joueurs et personnalités du club

### Entraîneurs
- George Hill (1956-1959)
- Norman Christie (1959-1968)
- Hamish McAlpine (1967-1968)
- Bill Ogilvie (1968-1969)
- Alex Stuart (1969-1975)
- Kenny Cameron (1975-1979)
- Livingstone (1979-1982)
- Steve Murray (1982-1983)
- Dennis D'Arcy (1983)
- Ian Stewart (1983-1990)
- Chic McLelland &  Doug Rougvie (1990-1991)
- Jim Leishman (1992-1993)
- Ross Jack (mars 1993-?)
- John Holt (1993-1995)
- Andy Dornan (1995-1996)
- Smith (1996-1997)
- Campbell (1997-1998)
- Kevin Drinkell (1998-2000)
- John Sheran (2000-oct. 2003)
- Henry Hall (2003-2005)
- Eddie Wolecki (2005-2006)
- Eddie Wolecki &  David Robertson (2006)
- David Robertson (2006-2007)
- Jim Weir (fév. 2007-sept. 2008)
- David Hannah (2008 intérim)
- Steven Tweed (janv. 2009-juin 2011)
- Ray Farningham (2011-2012)
- Stuart Garden (2012-2014)
- George Shields (avr. 2014-fév. 2015)
- Paul Hegarty (fév. 2015-nov. 2016)
- Stewart Petrie (depuis déc. 2016)

### Joueurs emblématiques
- Alex Keillor (en), international écossais
- Tony Bullock
- Steven Tweed
- David Worrell
- Colin McGlashan